# アート・ネヴィル
アート・ネヴィル (Art Neville 1937年12月17日 - 2019年7月22日) は、アメリカ合衆国の歌手、キーボーディスト。ニューオーリンズR&B、ファンクの代表的なバンド、ミーターズ、ネヴィル・ブラザーズのリーダー的存在であり、パパ・ファンク (Poppa Funk)の愛称でも親しまれている。

## 来歴
1937年、ニューオーリンズに生まれる。高校在学中にホウケッツに参加。1954年に同グループは、彼がリード・ヴォーカルを取るシングル"Mardi Gras Mambo"をチェス・レコードよりリリースする。他のメンバーが進学などで脱退する中、アートはホウケッツに残り活動を続けた。
続いてソロに転じ、スペシャルティ・レコードより"Cha Dooky-Doo"などのシングルをリリースした。
1960年代の半ばには、アート・ネヴィル&ザ・サウンズを結成。このバンドがメンバー・チェンジを経て、1968年にミーターズとしてデビューすることになった。
1977年、ミーターズは解散。アートは、ネヴィル家の兄弟たちを集めてネヴィル・ブラザーズを結成した。一方、ミーターズも1989年にドラマーにラッセル・バティストJr.を迎えた形で再結成された。その後、メンバー・チェンジを経て「ファンキー・ミーターズ」の名で活動した。一方で、オリジナル・メンバーのミーターズも度々再結成され、そちらは「オリジナル・ミーターズ」として公演を行った。
ネヴィル・ブラザーズは2012年に活動を休止した。アートはその後もファンキー・ミーターズで活動を続けたが2018年12月に引退を宣言した。
2019年7月22日、ニューオーリンズの自宅にて死去。享年81。